# Neenah, Inc.
Neenah, Inc. ist ein US-amerikanischer Papierhersteller mit Sitz in Alpharetta in Georgia.

## Geschichte
Das Unternehmen wurde 1873 in der Paper City Neenah in Wisconsin gegründet. 1902 wurde die Neenah Paper Mill von Kimberly-Clark übernommen. Im Jahr 2004 trennte Kimberly-Clark sein Geschäft mit regulären Papier als Neenah ab. Bei Kimberly-Clark verblieben sämtliche Geschäfte mit Hygienepapier. 2015 wurde der Konkurrent Fibermark mit fünf Papierfabriken übernommen.

## Standorte
Seit der Gründung des Unternehmens befindet sich eine Papierfabrik in Neenah, heute mit zwei Papiermaschinen. Ebenfalls in Wisconsin befinden sich die Papierfabriken in Appleton und Whiting. Weitere Standorte in den Vereinigten Staaten werden in Brattleboro (ehemals Fibermark), Brownville (ehemals Fibermark), Great Barrington (Massachusetts), Lowville (ehemals Fibermark), Munising, Pittsfield und Quakertown (ehemals Fibermark).
International vertreten ist Neenah mit Produktionsstandorten im niederländischen Eerbeek und in Bolton (ehemals Fibermark) im Vereinigten Königreich.

### Neenah in Deutschland
1955 wurde in Bruckmühl die Gessner & Co. GmbH gegründet. 2006 wurde Gessner durch Neenah übernommen.
Heute betreibt das Unternehmen eine Papierfabrik in Bruckmühl und eine an ihrem heutigen Sitz in Feldkirchen-Westerham.
Neenah-Gessner produziert vor allem Papiere für Filter in der Kfz-Branche (Luftfilter, Ölfilter etc.) sowie Papiere für Schleifpapier und Klebebänder.